# Medaile Za odvahu (Izrael)
Medaile Za odvahu (hebrejsky: עיטור העוז, Itur ha-Oz) je izraelské vojenské vyznamenání. Uděluje se „za statečné a udatné činy při riskování vlastního života během plnění bojové činnosti.“ Vzniklo v roce 1970 (ačkoli bylo udíleno i retroaktivně) na základě zákona o vyznamenáních schváleného Knesetem. Je udílena náčelníkem Generálního štábu.

## Vzhled
Medaili navrhl Dan Reisinger. Její přední stranu tvoří dvě trojice zkřížených mečů, mezi nimiž je olivová ratolest, zatímco zadní strana je hladká s vyraženým číslem. Medaile je připevněna k červené stuze, jejíž barva symbolizuje oheň a krev v bitvě. Osoby, kterým bylo toto vyznamenání uděleno dvakrát, se neuděluje druhá medaile, ale mají na stuze navíc malou sponu.
Razí ji Israel Government Coins and Medals Corporation a je vyráběna ze 25 gramů stříbra (silver/935), zatímco spona je z pochromovaného kovu.